# Pitch Perfect: Bumper in Berlin
Pitch Perfect: Bumper in Berlin è una serie televisiva statunitense del 2022 creata da Megan Amram per la piattaforma di video on demand Peacock TV. La serie è uno spin-off della serie di film di Pitch Perfect, con Adam DeVine che riprende il ruolo di Bumper Allen.

## Trama
Dopo aver scoperto di aver acquistato notorietà in Germania grazie ai suoi post su Tiktok, Bumper si trasferisce a Berlino per rilanciare la sua carriera musicale.

## Episodi
| Stagione       | Episodi | Pubblicazione |
| -------------- | ------- | ------------- |
| Prima stagione | 6       | 2022          |

## Personaggi
- Bumper Allen, interpretato da Adam DeVine.
- Pieter Krämer, interpretato da Flula Borg: manager di Bumper.
- Heidi, interpretata da Sarah Hyland: assistente di Bumper
- Gisela, interpretata da Jameela Jamil.
- DJ Das Boot, interpretata da Lera Abova.

Fanno parte del cast anche Udo Kier nel ruolo di Klaus, Katharina Thalbach nel ruolo di Ursula, Diana Birenyte nel ruolo di Valerie, Ryan Tedder nel ruolo di un reporter,  Murali Perumal nel ruolo di un poliziotto, Tim Olcay nel ruolo di Giselad, Ryan Wichert nel ruolo di un sosia di Bumper e Moritz Bleibtreu e Til Schweiger nel ruolo di due ospiti dell'ostello.

## Produzione
Il 21 settembre 2021, Peacock ha ordinato la serie per riavviare la serie di film Pitch Perfect. La serie è stata creata da Megan Amram, che è produttrice esecutiva insieme a Elizabeth Banks, Max Handelman, Paul Brooks, Scott Neimeyer e Adam DeVine. DeVine riprende il suo ruolo dalla serie di film. Brownstone Productions , Gold Circle Films e Universal Television sono le società coinvolte nella produzione della serie. Il 25 gennaio 2022 Flula Borg si è unito al cast principale per riprendere il suo ruolo da Pitch Perfect 2. Il 10 febbraio 2022, è stato riferito che Todd Strauss-Schulson avrebbe diretto i primi due episodi della serie e sarebbe stato il produttore esecutivo del pilot. Il 4 marzo 2022, Sarah Hyland, Jameela Jamil e Lera Abova sono state scelte come regular della serie. Il 9 gennaio 2023 la serie è stata rinnovata per una seconda stagione.

## Riprese
Le riprese della serie sono iniziate nel marzo 2022 a Berlino.

## Accoglienza
Il sito web dell'aggregatore di recensioni Rotten Tomatoes ha riportato un punteggio di approvazione del 50% con una valutazione media di 6,3/10, basata su 6 recensioni critiche. Metacritic, che utilizza una media ponderata, ha assegnato un punteggio di 46 su 100 basato su 5 critici, indicando "recensioni miste o medie".